# Ь
 Тази статия е за буквата от азбуката.  За българската рок група вижте Ер малък (група).  
Буквата Ь, ь наричана ер малък, е двадесет и осмата буква от българската азбука. Тя няма звуково съответствие. В старобългарската кирилица се нарича ерь и обозначава свръхкратък гласен звук. В съвременния български книжовен език тази буква се използва в средата на думите за означаване на мека съгласна само пред гласната буква о (миньор, фризьор, актьор, петьо).
Въпреки че почти всички шрифтове съдържат главната буква Ь, тя не се използва често. Причината е, че според правописните правила
буквата ер малък не може да се намира в началото на дума. Затова главната буква Ь се използва единствено в текстове, написани изцяло с главни букви.
Освен в българския език буквата ь се използва също в руския, украинския и беларуския език за означаване на меки съгласни.